# Teyco
Teyco és una empresa catalana fundada el 1963 i dedicada a la construcció i a la promoció immobiliària, activa a nivell internacional. El 2015 tenia més de 200 empleats i es trobava en un procés d'expansió per consolidar la seva presència a l'Amèrica Central. La seva seu central es troba al carrer del Cister, 1-3 de Barcelona. És propietat de la família Sumarroca.

## Història
L'empresa es va fundar el 1963 a Barcelona pels germans Jordi, Pere i Carles Sumarroca, especialitzant-se progressivament en la construcció i comercialització immobiliària.

### Expansió i TAS
Durant la primera dècada dels anys 2000 i aprofitant el boom en la construcció a l'Estat, l'empresa va desenvolupar diversos projectes de construcció pública, sobretot de caràcter municipal. Va innovar creant el seu propi sistema construcció, conegut amb el nom de Teyco Avant System (TAS), un sistema de construcció per mòduls que permet executar les obres en un temps de construcció inferior al de la seva competència. Aquest sistema els va permetre adjudicar-se la construcció d'Escoles, Hospitals, centres culturals i d'altres equipaments municipals arreu. Segons la pròpia empresa, fins a un 70% d'un edifici es pot construir a la seva fàbrica.

### Crisi immobiliària i internacionalització
El 2010, per tal d'esquivar la crisi de finals de la dècada, va començar un període d'internacionalització, ampliant la seva activitat a l'Amèrica Llatina. Algunes de les seves primeres actuacions internacionals van ser la construcció d'hospitals a Panamà. El 2013 un 25% de la seva facturació ja provenia del negoci internacional. Va tancar el 2014 facturant 74 milions d'euros i amb 244 empleats, amb una facturació exterior del 6,9%.

### Polèmiques
El 2015 l'empresa va arribar a un acord per reestructurar el seu deute, passant de 36,9 a 13,2 milions d'euros, desprenent-se d'una bona part de la seva cartera d'actius immobiliaris i separant el negoci constructor de l'immobiliari en els seus balanços. El mateix any l'empresa va ser investigada per unes possibles irregularitats en la construcció d'un aparcament a Torredembarra. Per aquest motiu el conseller delegat de l'empresa, Jordi Sumarroca, va ser empresonat el 19 de juliol de 2015, d'on va sortir l'11 d'agost després de pagar 600.000 euros de fiança. Jordi Sumarroca és fill de Carles Sumarroca Coixet, un dels fundadors de Convergència Democràtica de Catalunya.
El 27 d'agost de 2015 la Guàrdia Civil espanyola va escorcollar la seu de Convergència Democràtica de Catalunya cercant documentació que validés la teoria que l'empresa havia comissionat el partit amb un 3% a canvi d'adjudicacions d'obra pública. Entre les grans obres gestionades per Teyco s'inclouen la construcció de la línia 9 del metro o la Ciutat de la Justícia.
L'abril del 2017 l'empresa va denunciar a un periodista de Crític, demanant 405.000 euros d'indemnització en concepte de "danys a l'honor", amb relació a una notícia publicada el setembre de 2015. Es preveu que el judici se celebri el proper 25 d'abril de 2017, al Jutjat de Primera Instància número 27 de Barcelona.